# Paint It Black (banda)

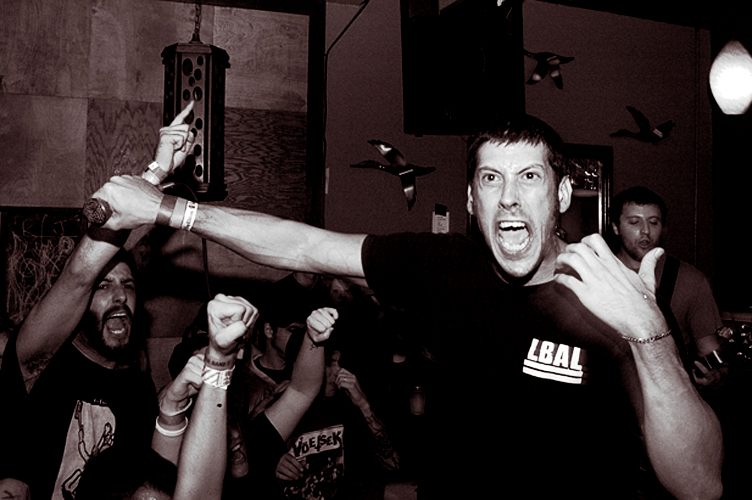

Pint it Black é uma banda de hardcore formada na Filadélfia, Pensilvânia. Sua música é muitas vezes descrita como hardcore melódico, caracterizado pelos rápidos andamentos, melodias cativantes e emocionalmente carregada vocais gritandos e cantandos. Eles lançaram três álbuns, CVA, Paradise, e New Lexicon, todos pelagravadora Jade Tree Records.
A banda conta com Dan Yemin como vocalista e letrista. Yemin é mais conhecido como o guitarrista do conjunto Lifetime de Nova Jersey e também foi o guitarrista de outro conjunto da Filadélfia, o Kid Dynamite. O ex-baterista David Wagenshutz também foi membro do Lifetime, Kid Dynamite, Good Ridance e None More Black, liderada pelo Jason Shevchuk. Os outros dois integrantes, o baixista Andy Nelson e o guitarrista Josh Agran, ambos também actualmente tocam no Affirmative Action Jackson, uma banda de hardcore com sede na Filadélfia. Wagenschutz saiu em julho de 2006, para ter tempo para a família e a nova banda Higher Giant, e desde então foi substituído por Jared Shavelson de The Hope Conspiracy e None More Black.
Em 2009, em vez de gravarem um único disco, lançaram as nove novas canções em dois EPs de 7", lançados por gravadoras diferentes. O primeiro, Amnesia, foi lançado em 16 de junho de 2009, pela Bridge Nine Records. O segundo, Surrender, foi lançado em agosto de 2009, pela Fat Wreck Chords. Em 2013, veio o próximo EP, Invisible.

## Membros
Correntes
- Dan Yemin – vocais (2002–presente)
- Andy Nelson – baixo (2002–presente)
- Josh Agran – guitarra (2005–presente)
- Jared Shavelson – bateria (2006–presente)

Anteriores
- Colin McGinniss – guitarra (2004-2005)
- Dave Hause – guitarra (2002-2004)
- Matt Miller – guitarra (2002)
- David Wagenschutz – bateria (2002-2006)

## Discografia

### Álbuns
- CVA (2003)
- Paraíso (2005)
- Novo Léxico (2008)

### Singles/EPs
- Demo (2002)
- "Goliath" single (2008)
  - Um vinil de 7" que foi distribuído no show no dia 6 de janeiro de 2008, na igreja First Unitarian Church of Philadelphia.
- Amnesia (2009)
- Surrender (2009)
- Invisible (2013)

### Compilação de aparições
- Location Is Everything, Vol. 1 (2002)
  - Inclui "Another Beautiful 'Fuck You' Song!", depois regravada como "Bravo, Another Beautiful 'Fuck You' Song!" para o CVA
- The Philadelphia Sound (2002)
  - Inclui "The Pharmacist", depois regravada no Paradise, e "An Hour And A Half Late For Happy Hour", exclusiva
- Take Action! Vol. 3 (2003)
  - Inclui "Void", do CVA
- AMP Magazine Presents, Volume 1: Hardcore (2004)
  - Inclui "Head Hurts. Hands on Fire", do CVA
- Location Is Everything, Vol. 2 (2004)
  - Inclui "Womb Envy" from CVA e uma versão exclusiva de "The Pharmacist" do Paradise
- In Honor: A Compilation to Beat Cancer (2004)
  - Inclui "Fresh Kill (Live)", versão ao vivo de "Exit Wounds" from Paradise
- It Hits The Fan Vol. 1 (2005)
  - Inclui "Exit Wounds", do Paradise
- Prisoners of War: A Benefit for Peter Young (2007)
  - Inclui "The New Brutality", do Paradise
- Bridge Nine Summer Compilation (2009)
  - Inclui "Salem", do Amnesia